# 曾三多
曾三多（1899年—1964年），原名李壽生，廣東惠陽人，著名粵劇演員及編劇家。出身自粵劇世家，父親李蓉，戲班男花旦，藝名“勾魂蓉”。母親岑氏。自小跟從父親到馬來西亞等地演出。後來由其父親同班藝人曾來撫養。曾來是一個武藝超群的藝人，藝名“飛天來”。曾三多九歲便登臺飾演《武松殺嫂》西門慶一角。由於曾來全面教授曾三多曲藝，他能夠把鑼鼓點和曲牌、眼法、腰腿功、水袖、須功、身段等發揮得洽到好處。
18歲組建「國壽年班」。19歲赴上海演出，與粵劇編劇家合作改編上演了《姜太公釣魚》、《流沙井》等劇。40年代，曾三多跟隨師父先後在樂同春、環球樂、慶華年、大羅天、勝壽年、興中華、勝中華與肖麗章、靚少鳳、蛇仔利、馬師曾、陳非儂、新靚就、桂名揚、陳錦堂、廖俠懷等名家合作。編演了《蛇頭苗》、《雙象隱龍山》、《艷女戲頑郎》、《文太后》、《玉蟾蜍》、《血灑金錢》、《危城鶼鰈》等劇。他的代表作有《火燒阿房宮》、《岳母刺背》、《冰山火線》、《三十六迷宮》、《表忠》、《煞星降地球》、《教子逆君王》等等。
五十年代中至六十年代初，曾三多分別被選為戲曲改革委員會委員，中國戲劇家協會廣州分會理事。他更擔任“佛山專區青年粵劇團”名譽團長並在廣東粵劇院擔任藝術指導兼青年訓練班主任。

## 外部連結
- 藝人小傳：曾三多 （页面存档备份，存于）
- 佛山古鎮文化：曾三多 （页面存档备份，存于）